# Pacs del Penedès
Pacs del Penedès est une commune de la province de Barcelone, en Catalogne, en Espagne, de la comarque d'Alt Penedès

## Économie
Les Bodegas Torres, le plus grand exportateur de vin d'Espagne sont installés sur la commune.